# Philippe Tapié
Pas d'image ? Cliquez ici

a Compétitions nationales et continentales officielles uniquement.

Dernière mise à jour le 24 octobre 2012.
Philippe Tapié, né le 2 novembre 1966 à Vic-en-Bigorre (Hautes-Pyrénées), est un joueur français de rugby à XV évoluant au poste de pilier.

## Biographie
Philippe Tapié débute avec l'US Vicquoise avant de rejoindre le Stadoceste tarbais, le Stade bagnérais puis le FC Grenoble.
Il fait notamment partie de l'équipe des « Mammouths de Grenoble » et se voit privé du titre de champion de France en 1993, défait 14 à 11 par le Castres olympique dans des conditions rocambolesques.
Enfin, il termine sa carrière au Stade montois où il remporte la Finale Élite 2 en 1999 avec son ancien compère de la première ligne des Mammouths de Grenoble Franck Capdeville et également Éric Michaud avec qui il a aussi évolué à Grenoble lors de la saison 1995-1996.

## Palmarès
Avec le FC Grenoble
- Championnat de France de première division :
  - Vice-champion (1) : 1993[9]
  - Demi-finaliste (2) : 1992 et 1994

Avec le Stade montois
- Championnat de France de Nationale 1 :
  - Champion (1) : 1998
- Championnat de France Elite 2 :
  - Champion (1) : 1999[8]